# آکانتوس تو ماتوپس
آکانتوس تو ماتوپس (نام علمی: Acanthostomatops) نام یک سرده از زیرراسته خوش‌دست‌وپا است.1